# Qashqaiere
Qashqaiere (også stavet Ghashghaei, Qeshqayı, Ghashghai, Ghashghay, Gashgai, Gashgay, Kashkai, Qashqay, Qashqa'i og Qashqai: قشقایی) er en sammensætning af klaner af tyrkisk etnisk oprindelse. Der er omkring 923.000 (2014) Qashqaiere, der lever i det centrale og sydlige Iran. De lever primært i de Iranske provinser Fars, Khusistan, Kohkiluyeh og Buyer Ahmad, Chahar Mahaal og Bakhtiari, Bushehr og i det sydlige Isfahan, især omkring byen Shiraz og byen Firuzabad i Fars. De er næsten alle sammen tosprogede og taler Qashqai - som er en del af den tyrkiske sprogfamilie, som de kalder turki. Til formelt brug benyttes også persisk. Majoriteten af Qashqai-folket var oprindeligt nomadiske pastoralister, og nogle er det fortsat. De traditionelle nomadiske Qashqai rejste hvert år med deres dyreflokke fra sommerhøjlandet nord for Shiraz omkring 480 km mod syd til vintergræsningsområderne i de lavere beliggende og varmere vintergræsningområder nær den Persiske Bugt, til sydvest for Shiraz. Majoriteten er dog i dag blevet helt eller delvist fastboende. Tendensen mod fast bosætning er steget markant siden 1960'erne.
Qashqai består af en række af stammer og under-stammer som inkluderer Amele, Derre-Shuri/Dere-Shorlu, Kashkyoli, ShishBaluki/Shishbeyli, Farsimadan/Eymur, Qaracha, Rahimli og Safi -Khanli.